# Koi (andropの曲)
「Koi」（こい）はandropの11枚目のシングル。2019年2月27日に発売される。

## 概要
シングルとしては、2018年8月29日発売の『Hikari』以来約6ヶ月ぶりのリリースとなった。また、アルバム『daily』が発売されて（2018年12月19日）以降初めての音源リリースとなる。
本作は通常盤および初回限定盤の2形態で発売される。初回限定盤には2009年に発表された楽曲『Image Word』の弾き語りバージョンが追加収録されるほか、収録曲の『For you』のレコーディング風景を収めた映像や、2019年1月26日に下北沢GARAGEで開催される『HMV GET BACK SESSION androp「anew」LIVE』（後述）のリハーサル映像、andropの公式サイトの会員限定ページのコンテンツである『RADIO androp』のスペシャルバージョンが収録されるDVDが付属する。

## 収録曲
| #  | タイトル    | 作詞 | 作曲・編曲 |
| -- | ----------- | ---- | ---------- |
| 1. | 「Koi」     |      |            |
| 2. | 「For you」 |      |            |

### 初回限定盤
| #  | タイトル                            | 作詞 | 作曲・編曲 |
| -- | ----------------------------------- | ---- | ---------- |
| 1. | 「Koi」                             |      |            |
| 2. | 「For you」                         |      |            |
| 3. | 「Image Word (solo acoustic ver.)」 |      |            |

#### DVD
- 「For you」Recording Documentary
- 「anew」Live Rehearsal Documentary
2019年1月26日に下北沢GARAGEで開催された『HMV GET BACK SESSION androp「anew」LIVE』のリハーサル映像。なお、同公演は2009年に発売された、andropとしての1枚目のアルバム『anew』を曲順通りに再現するというコンセプトで行われたライブである[2]。
- 「RADIO androp」 (special ver.)

## 楽曲について
1. Koi
2. For you
3. Image Word (solo acoustic ver.)